# Čerťák
Čerťák este o arie protejată (arie specială de conservare — SAC, sit de importanță comunitară — SCI) din Republica Cehă întinsă pe o suprafață de 4,24 ha, integral pe uscat.

## Localizare
Centrul sitului Čerťák este situat la coordonatele 49°04′10″N 17°26′08″E / 49.069444°N 17.435556°E.

## Înființare
Situl Čerťák a fost declarat sit de importanță comunitară în aprilie 2005 pentru a proteja 1 specie de animale. Situl a fost protejat și ca arie specială de conservare în octombrie 2013.

## Biodiversitate
Situată în ecoregiunea panonică, aria protejată nu include niciun habitat protejat.
La baza desemnării sitului se află o specie protejată de  pești: boarță (Rhodeus amarus).